# Siete trompetas

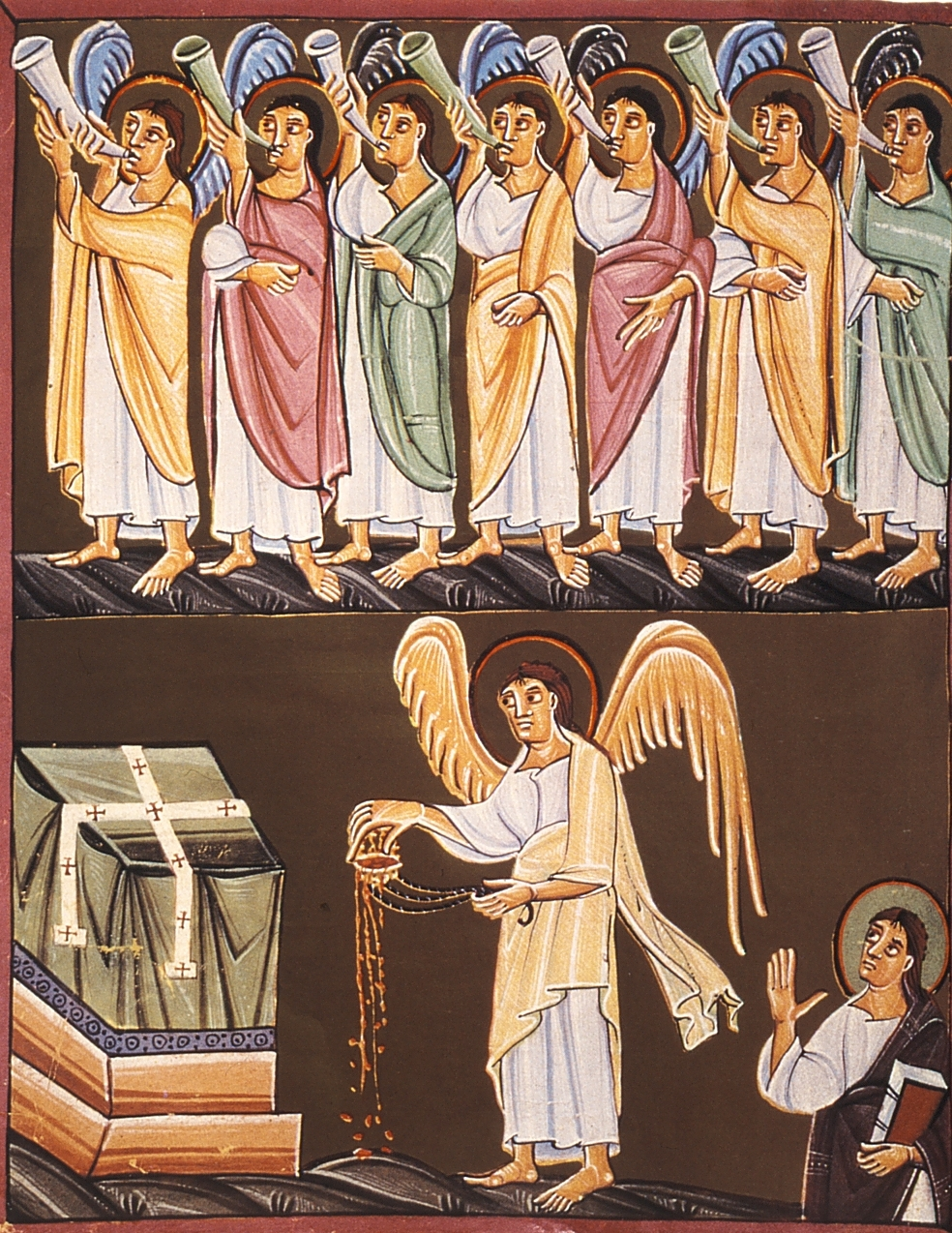
Los siete ángeles con siete trompetas y el ángel con un incensario, del Apocalipsis de Bamberg.

En el Libro del Apocalipsis, se hacen sonar siete trompetas, una cada vez, para dar comienzo a los acontecimientos apocalípticos vistos por Juan de Patmos (Apocalipsis 1:9) en su visión (Apocalipsis 1:1). Las siete trompetas son tocadas por siete ángeles y los acontecimientos que siguen se describen detalladamente desde el Capítulo 8 de Apocalipsis hasta el capítulo 11. Según Revelation 8:1-2 los ángeles tocan estas trompetas después de la ruptura del séptimo sello. Estos sellos aseguraron el documento apocalíptico sostenido en la mano derecha de Aquel que está sentado en el trono.  Las trompetas se denominan en griego koiné como σάλπιγξ (sálpinx, salpinx); se trataba de un tubo de bronce recto y estrecho con una boquilla de hueso y una campana; no se parecen a las trompetas modernas. Las tres trompetas finales se llaman a veces las «trompetas del ay».

## Significado

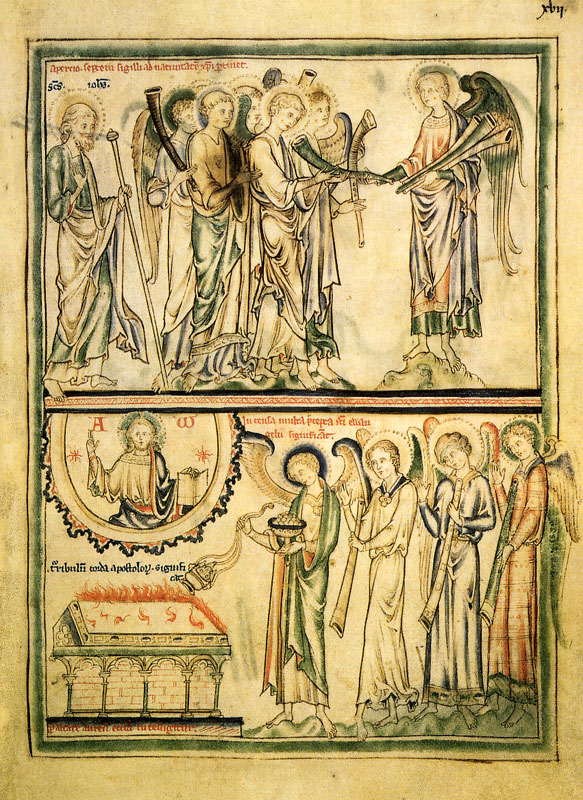
Ángeles recibiendo siete trompetas. Apocalipsis de Pierpont, hacia 1255 d. C.

Después del Éxodo, Dios mandó a Moisés hacer dos trompetas de plata, (Números 10:2), más tarde llamadas chazozra. El cuerno sagrado tradicional de los antiguos hebreos era el shofar, hecho de un cuerno de ram.

### Primera trompeta
Al sonido de la primera trompeta, granizo y fuego mezclado con sangre es arrojado a la Tierra, quemando un tercio de los árboles del planeta, y toda la hierba verde. 1/3 de la naturaleza desaparecerá. '

### Segunda trompeta

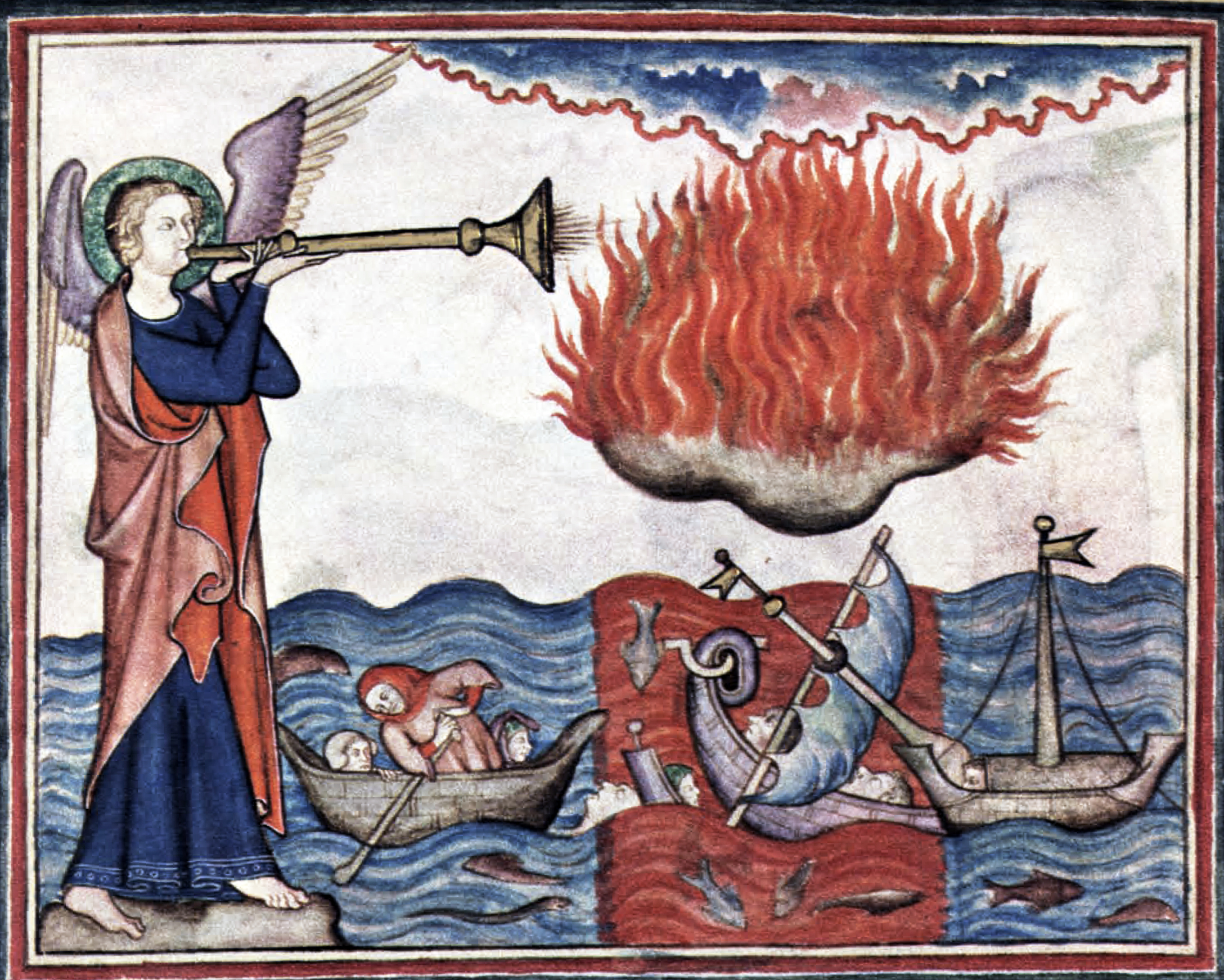
Apocalipsis de los Claustros (circa 1330), un ángel toca la 2ª trompeta y llueve fuego sobre el mar. La trompeta es un añafil, adoptado del nafir musulmán por los cristianos después de que ambos bandos lucharan en la Reconquista y las cruzadas.

Al sonar la segunda trompeta, algo descrito como «una gran montaña ardiendo en fuego» se precipita en el mar y convierte un tercio de los océanos en sangre. Poco después, un tercio de toda la vida marina y un tercio de todos los barcos serán destruidos. '

### Tercera trompeta
Con el sonido de la tercera trompeta, una gran estrella llamada Ajenjo cae sobre la Tierra, envenenando un tercio de las fuentes de agua dulce del planeta, como ríos y fuentes. Muchos morirán por la amargura de su sabor  

### Cuarta trompeta
Tras el sonido de la cuarta trompeta, un tercio de la luz que brilla del Sol, la luna y las estrellas se oscurece debido a que los cuerpos celestes son «golpeados». Esta catástrofe causa oscuridad completa durante un tercio del día, incluso durante las horas nocturnas. ' Esta es la trompeta final que suena antes de los tres ayes, también conocidos como la quinta, sexta y séptima trompetas.

### Quinta trompeta
La quinta trompeta es el «primer ay» de tres. Antes de que suene esta trompeta, aparece un ángel (traducido como un águila en algunas versiones) y advierte: «¡Ay, ay, ay, de los que moran en la tierra, a causa de los restantes toques de trompeta de los tres ángeles que están a punto de sonar!»'
La quinta trompeta hace que una estrella personificada caiga del cielo. A la estrella se le da la llave del foso sin fondo. Después de abrirlo, el humo que sale del pozo oscurece el aire y bloquea la luz del sol. Entonces, de entre el humo, se desatan las langostas. Las langostas son caballos de guerra con cola de escorpión y cara de hombre con dientes de león. Tienen el pelo largo y vuelan con alas de langosta. Se adornan con coronas de oro y se protegen con corazas de hierro. Su rey, Abadón, les ordena atormentar con sus colas de escorpión a todo aquel que no tenga el sello de Dios en la frente. También se les deja claro que no deben matar a nadie durante los cinco meses de tormento.

#### Vistas preteristas
Robert Witham, comentarista católico, publicó sus Anotaciones sobre el Nuevo Testamento, en dos volúmenes, en 1733. Comentando el capítulo 9, ofrece dos puntos de vista preteristas para identificar las langostas con colas de escorpión. 
1. Las langostas pueden haber representado la incursión de los godos y «aquellos pueblos bárbaros» que interrumpieron el Imperio Romano en tiempos de Decio. [11]
2. Las langostas pueden haber representado a los herejes judíos que negaron a Cristo. Más notablemente, Teódoto, Práxeas, Noeto, Pablo de Samosata, Sabelio, y Arrio.[11]<

### Sexta trompeta

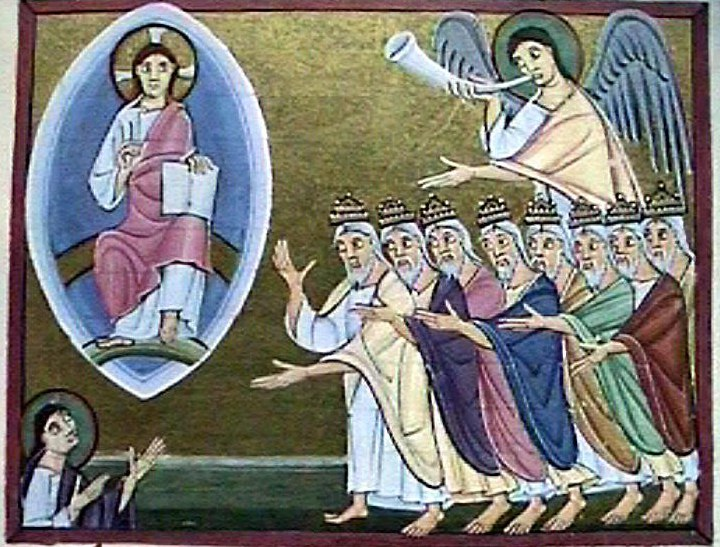
Séptima trompeta, Apocalipsis de Bamberg, hacia 1010.

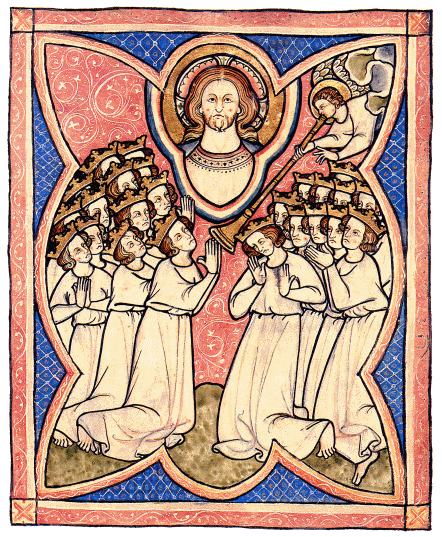
Suena la Séptima Trompeta, ilustración del.

Después del quinto toque de trompeta, suena la sexta. Este es el «segundo ay», donde cuatro ángeles son liberados de sus ataduras en el «gran río Éufrates». Ellos comandan una fuerza de doscientos millones de tropas montadas cuyos caballos exudan plagas de fuego, humo, y azufre de sus bocas. Los jinetes a caballo llevan corazas con el color del fuego, jacinto y azufre. Los caballos son tienen cabeza de león y sus colas, también, son como una serpiente con cabeza. Las plagas que exudan de los caballos matarán a un tercio de toda la humanidad 

### Séptima trompeta
El sonido de la séptima trompeta señala el «tercer ay». Esta es la trompeta final y el ay final. Voces fuertes en el Cielo dirán: «El reino del mundo se ha convertido en el reino de nuestro Señor y de su Mesías, y Él reinará por los siglos de los siglos».

## Interpretaciones

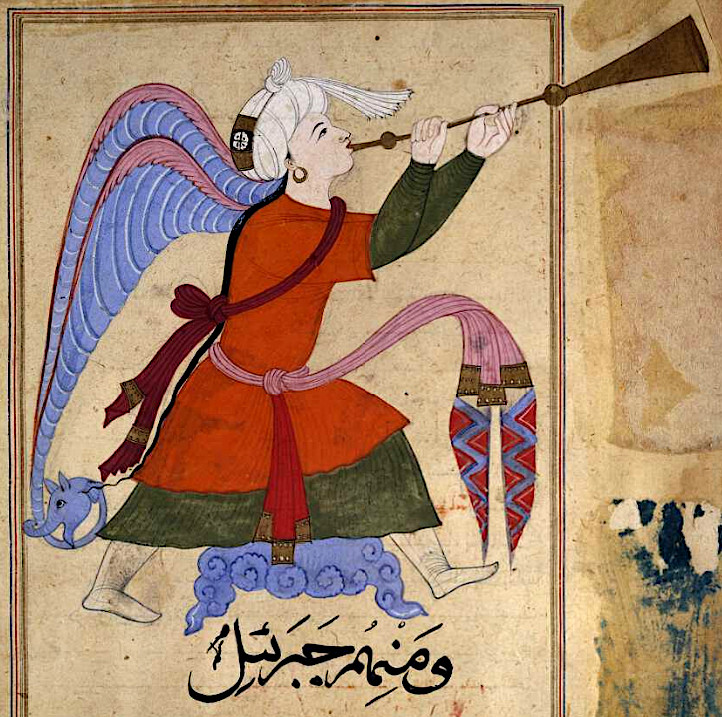
Los ángeles que tocan las trompetas en el fin del mundo no se limitaban a la teología cristiana. Las obras de arte islámicas muestran al arcángel Israfel tocando la trompeta nafir en el fin del mundo. De la dinastía mameluca

En la Escatología cristiana, las seis primeras trompetas sirven para despertar a los pecadores de la Tierra y llamarles al arrepentimiento. Cada trompeta trae consigo una plaga de naturaleza más desastrosa que la anterior. La trompeta se utiliza para crear expectación e indica al lector que está a punto de producirse una alerta, un anuncio o una advertencia. La séptima trompeta no trae consigo una plaga. Más bien, se toca para dar gloria a Dios y anunciar Su reino.
En el Preterismo el entendimiento es que estas explosiones son como trompetas de guerra contra el Israel apóstata del período de tiempo y que corresponden a eventos en las Guerras Judías. Por ejemplo, la segunda trompeta es la nación de Roma representada como una montaña, simbólica para las grandes naciones en el Antiguo Testamento, y su destrucción de Galilea y el Mar de Galilea llenándose de sangre y cadáveres. 
Con respecto al segundo toque de trompeta, Futuristas apologistas cristianos especulan que la «gran montaña ardiendo en fuego» que se sumerge en el mar, en Apocalipsis 8:8, es un Impacto astronómico por un posible objeto próximo a la Tierra.
Los cristianos que siguen la doctrina del rapto postribulación, argumentan que la séptima trompeta es la última trompeta mencionada en I Corintios 15:52, y que existe una fuerte correlación entre los acontecimientos mencionados en Isaías 27:13, Mateo 24:29-31, y I Tesalonicenses 4:16. Estos paralelos se utilizan para apoyar la doctrina del rapto que ocurre después de la tribulación. Por lo tanto, los postribulacionistas véase el rapto que ocurre durante la séptima trompeta.  La naturaleza de la séptima trompeta muestra que «el tiempo ya no existe, y que el misterio de Dios se ha consumado, Apocalipsis 10:6,7».  En la séptima trompeta, Jesús gobierna y reina para siempre, Ha tomado su gran poder y reina, y recompensa a los justos y juzga a los impíos.  Tanto Jesús como Pablo declaran que cuando Jesús venga, su recompensa estará con Él, y recompensará a cada uno según sus obras, Ap. 22:12,2 Tim 4:1.
Según la Fe Bahá'í, el primer ay es el advenimiento de Mahoma, el segundo ay es el advenimiento de el Báb, y el tercer ay es el advenimiento del día prometido de Dios; la manifestación de Bahá'u'lláh, el Profeta-Fundador de la Fe Bahá'í. El séptimo ángel o trompeta se refiere a las «almas humanas que han sido dotadas de atributos celestiales e investidas de naturaleza y disposición angélicas» que proclamarán y anunciarán gozosamente la venida de Bahá'u'lláh, el prometido Señor de las Huestes.
Hay algunos estudiosos que describen una parte del final de la segunda sinfonía de Gustav Mahler, como las siete trompetas, interpretadas en realidad por cuatro trompetas, bombo, platillos y triángulo, que están fuera del escenario. '